# العلاقات الأسترالية البوليفية
العلاقات الأسترالية البوليفية هي العلاقات الثنائية التي تجمع بين أستراليا وبوليفيا.

## مقارنة بين البلدين
هذه مقارنة عامة ومرجعية للدولتين:
| وجه المقارنة                                              | أستراليا                                   | بوليفيا                                          |
| --------------------------------------------------------- | ------------------------------------------ | ------------------------------------------------ |
| المساحة (كم2)                                             | 7.69 مليون                                 | 1.10 مليون                                       |
| عدد السكان (نسمة)                                         | 24.51 مليون                                | 11.05 مليون                                      |
| الكثافة السكانية (ن./كم²)                                 | 3.19                                       | 10.05                                            |
| العاصمة                                                   | كانبرا، ملبورن                             | سوكري، لاباز                                     |
| اللغة الرسمية                                             | لغة إنجليزية                               | اللغة الإسبانية، اللغة الأيمرية، كتشوا، غوارانية |
| العملة                                                    | دولار أسترالي، جنيه إسترليني، جنيه أسترالي | بوليفاريو بوليفي                                 |
| الناتج المحلي الإجمالي (بليون دولار)                      | 1.32 تريليون                               | 37.51 مليار                                      |
| الناتج المحلي الإجمالي (تعادل القوة الشرائية) بليون دولار | 1.10 تريليون                               | 74.58 مليار                                      |
| الناتج المحلي الإجمالي الاسمي للفرد دولار أمريكي          | 56.31 ألف                                  | 3.08 ألف                                         |
| الناتج المحلي الإجمالي للفرد دولار أمريكي                 | 45.92 ألف                                  | 6.63 ألف                                         |
| مؤشر التنمية البشرية                                      | 0.939                                      | 0.662                                            |
| رمز المكالمات الدولي                                      | +61                                        | +591                                             |
| رمز الإنترنت                                              | .au                                        | .bo                                              |
| المنطقة الزمنية                                           |                                            | 00                                               |

## منظمات دولية مشتركة
يشترك البلدان في عضوية مجموعة من المنظمات الدولية، منها:
| علم المنظمة | اسم المنظمة                        | تاريخ انضمام أستراليا | تاريخ انضمام بوليفيا |
| ----------- | ---------------------------------- | --------------------- | -------------------- |
|             | الاتحاد البريدي العالمي            | ?                     | ?                    |
|             | مؤسسة التنمية الدولية              | 24 سبتمبر 1960        | 21 يونيو 1961        |
|             | منظمة حظر الأسلحة الكيميائية       | ?                     | ?                    |
|             | منظمة التجارة العالمية             | ?                     | 12 سبتمبر 1995       |
|             | الأمم المتحدة                      | 1 نوفمبر 1945         | 14 نوفمبر 1945       |
|             | وكالة ضمان الاستثمار متعدد الأطراف | 10 فبراير 1999        | 3 أكتوبر 1991        |
|             | منظمة الشرطة الجنائية الدولية      | ?                     | ?                    |
|             | مؤسسة التمويل الدولية              | 20 يوليو 1956         | 20 يوليو 1956        |
|             | الاتحاد الدولي للاتصالات           | 27 مايو 1878          | 1 يونيو 1907         |
|             | البنك الدولي للإنشاء والتعمير      | 5 أغسطس 1947          | 27 ديسمبر 1945       |
|             | يونسكو                             | 4 نوفمبر 1946         | 13 نوفمبر 1946       |

## وصلات خارجية
- موقع وزارة الخارجية الأسترالية
- موقع وزارة الخارجية البوليفية